# Hiến chương Liên Hợp Quốc
Hiến chương Liên Hợp Quốc là hiến pháp của Liên Hợp Quốc, được ký kết trong Hội nghị Liên Hợp Quốc về Tổ chức Quốc tế (United Nations Conference on International Organization) tại San Francisco, California ngày 26 tháng 6 năm1945 bởi 50 nước thành viên đầu tiên, có hiệu lực từ ngày 24 tháng 10 năm 1945 sau khi được phê chuẩn bởi 5 nước thành viên sáng lập – Trung Hoa Dân Quốc, Liên Xô, Pháp, Anh, Hoa Kỳ – và phần đông các nước khác.
Bản Hiến chương được thảo luận bởi hội đồng lập pháp và các nước đã ký đều tuân theo các điều khoản của nó. Hiện nay, phần lớn các quốc gia trên thế giới đã thông qua Hiến chương. Thành Vatican là quan sát viên lâu dài nên không ký kết toàn bộ.

## Tóm tắt Hiến chương
Bản Hiến chương gồm 1 phần mở đầu, mô hình khái quát như phần giới thiệu về Hiến pháp Hoa Kỳ, và một loạt các điều khoản phân chia vào trong các chương.
- Chương I: trình bày mục đích của Liên Hợp Quốc, những điều khoản quan trọng về hoà bình và an ninh thế giới.
- Chương II: định ra tiêu chuẩn hội viên của Liên Hợp Quốc.
- Chương III-XV: số lượng lớn tài liệu mô tả các cơ quan, tổ chức trực thuộc Liên Hợp Quốc và những quyền hạn của họ.
- Chương XVI và XVII: miêu tả sự sắp xếp một Liên Hợp Quốc thống nhất, không phân biệt chủng tộc với sự công nhận của luật pháp quốc tế.
- Chương XVIII và XIX: dành cho sự bổ sung và phê chuẩn Hiến chương.

## Nội dung

### Phần mở đầu
Lời mở đầu của hiến chương như sau:
HIẾN CHƯƠNG LIÊN HỢP QUỐC
Ký ngày 26/6/1945 tại San Francisco
Có hiệu lực ngày 24/10/1945
 
ĐIỀU LỆ CỦA HỢP ĐỒNG THỐNG NHẤT
San Francisco, 26 tháng 5 năm 1945
Có hiệu lực: 24 tháng 10 năm 1945
Chúng tôi, nhân dân các quốc gia liên hiệp quyết tâm:
Phòng ngừa cho những thế hệ tương lai khỏi thảm họa chiến tranh đã hai lần trong đời chúng ta gây cho nhân loại đau thương không kể xiết;
Tuyên bố một lần nữa sự tin tưởng vào những quyền cơ bản, nhân phẩm và giá trị của con người, ở quyền bình đẳng giữa nam và nữ, ở quyền bình đẳng giữa các quốc gia lớn và nhỏ;
Tạo mọi điều kiện cần thiết để giữ gìn công lý và tôn trọng những nghĩa vụ do những điều ước và các nguồn khác do luật quốc tế đặt ra;
Khuyến khích sự tiến bộ xã hội và nâng cao điều kiện sống trong một nền tự do rộng rãi hơn;
Và để đạt được những mục đích đó,
Bày tỏ lòng mong muốn cùng chung sống hoà bình trên tinh thần láng giềng thân thiện, cùng chung nhau góp sức để duy trì hoà bình và an ninh quốc tế.
Thừa nhận những nguyên tắc và xác định những phương pháp bảo đảm không dùng vũ lực, trừ trường hợp vì lợi ích chung.
Sử dụng cơ chế quốc tế để thúc đẩy sự tiến bộ kinh tế và xã hội của tất cả các dân tộc;
Đã quyết định tập trung mọi nỗ lực của chúng tôi để đạt được những mục đích đó.

Vì vậy, các chính phủ chúng tôi thông qua các đại diện có đủ thẩm quyền hợp lệ, họp tại thành phố San Francisco, đã thoả thuận thông qua Hiến chương này và lập ra một Tổ chức quốc tế lấy tên là Liên Hợp Quốc.
Mặc dù Lời mở đầu là một phần không tách rời của Hiến chương nhưng nó không đưa ra bất kỳ quyền hoặc nghĩa vụ nào của các quốc gia thành viên; mục đích của nó là để phục vụ như một hướng dẫn thông dịch cho các điều khoản của Hiến chương thông qua việc nêu bật một số động cơ cốt lõi của người sáng lập tổ chức.

### Chương I: Mục đích và nguyên tắc

#### Điều 1:
Mục đích của Liên Hợp Quốc là:
1. Duy trì hoà bình và an ninh quốc tế, và để đạt được mục đích đó, thi hành những biện pháp tập thể có hiệu quả để phòng ngừa và loại trừ các mối đe dọa hoà bình, cấm mọi hành vi xâm lược và phá hoại hoà bình khác; điều chỉnh hoặc giải quyết các vụ tranh chấp hoặc những tình thế có tính chất quốc tế có thể đưa đến sự phá hoại hoà bình, bằng phương pháp hoà bình theo đúng nguyên tắc của công lý và pháp luật quốc tế;
2. Phát triển mối quan hệ hữu nghị giữa các dân tộc trên cơ sở tôn trọng nguyên tắc bình đẳng và tự quyết của các dân tộc và áp dụng những biện pháp phù hợp khác để củng cố hoà bình thế giới;
3. Thực hiện sự hợp tác quốc tế trong việc giải quyết các vấn đề quốc tế về kinh tế, xã hội, văn hoá và nhân đạo và khuyến khích phát triển sự tôn trọng các quyền của con người và các tự do cơ bản cho tất cả mọi người không phân biệt chủng tộc, nam nữ, ngôn ngữ hoặc tôn giáo;

4. Trở thành trung tâm phối hợp mọi hành động của các dân tộc, nhằm đạt được những mục đích chung nói trên.

#### Điều 2:
Để đạt được những mục đích nêu ở Điều 1, Liên Hợp Quốc và các thành viên Liên Hợp Quốc hành động phù hợp với những nguyên tắc sau đây:
1. Liên Hợp Quốc được xây dựng trên nguyên tắc bình đẳng chủ quyền của tất cả các quốc gia thành viên.
2. Tất cả các quốc gia thành viên Liên Hợp Quốc đều phải làm tròn những nghĩa vụ mà họ phải đảm nhận theo Hiến chương này để được đảm bảo hưởng toàn bộ các quyền và ưu đãi do tư cách thành viên mà có;
3. Tất cả các thành viên của Liên Hợp Quốc giải quyết các tranh chấp quốc tế của họ bằng biện pháp hoà bình, sao cho không tổn hại đến hoà bình, an ninh quốc tế và công lý;
4. Tất cả các quốc gia thành viên Liên Hợp Quốc từ bỏ đe dọa bằng vũ lực hoặc sử dụng vũ lực trong quan hệ quốc tế nhằm chống lại sự bất khả xâm phạm về lãnh thổ hay nền độc lập chính trị của bất kỳ quốc gia nào cũng như bằng cách khác trái với những mục đích của Liên hợp quốc.
5. Tất cả các quốc gia thành viên của Liên Hợp Quốc giúp đỡ đầy đủ cho Liên Hợp Quốc trong mọi hành động mà nó áp dụng theo đúng Hiến chương này và tránh giúp đỡ bất cứ quốc gia nào bị Liên Hợp Quốc áp dụng các hành động phòng ngừa hoặc cưỡng chế;
6. Liên Hợp Quốc làm thế nào để các quốc gia không phải là thành viên Liên Hợp Quốc cũng hành động theo nguyên tắc này, nếu như điều đó cần thiết để duy trì hoà bình và an ninh thế giới;

7. Hiến chương này hoàn toàn không cho phép Liên Hợp Quốc được can thiệp vào những công việc thực chất thuộc thẩm quyền nội bộ của bất cứ quốc gia nào, và không đòi hỏi các thành viên của Liên Hợp Quốc phải đưa những công việc loại này ra giải quyết theo quy định của Hiến chương; tuy nhiên, nguyên tắc này không liên quan đến việc thi hành những biện pháp cưỡng chế nói ở chương VII.

### Chương II: Thành viên
Chương II đề cập đến các thành viên và nghĩa vụ của các thành viên Liên Hợp Quốc.

### Chương III: Các cơ quan
Các cơ quan chính của Liên Hợp Quốc là: Đại Hội đồng, Hội đồng Bảo an, Hội đồng Kinh tế và Xã hội, Hội đồng Quản thác, Toà án Quốc tế và Ban Thư ký.

### Chương IV: Đại hội đồng
Là cơ quan duy nhất của Liên Hợp Quốc có đại diện của tất cả thành viên, Đại Hội đồng có chức năng của 1 diễn đàn để các thành viên để đạt sáng kiến trong những vấn đề về hòa bình, tiến bộ kinh tế và nhân quyền. Cũng có thể đề xuất các cuộc nghiên cứu, đưa ra những lời khuyên, cổ xúy cho nhân quyền, soạn thảo và phát triển công pháp quốc tế và xúc tiến những chương trình kinh tế, xã hội, văn hóa và giáo dục.

### Chương V: Hội đồng Bảo an
Hội đồng Bảo an Liên Hợp Quốc là cơ quan chính trị quan trọng nhất và hoạt động thường xuyên của Liên Hợp Quốc, chịu trách nhiệm chính về việc duy trì hòa bình và an ninh quốc tế. Những nghị quyết của Hội đồng Bảo an được thông qua mà phù hợp với Hiến chương Liên Hợp Quốc thì bắt buộc các nước hội viên của Liên Hợp Quốc phải thi hành.

### Chương VI: Giải quyết hoà bình và các vụ tranh chấp
Yêu cầu các quốc gia có tranh chấp có thể dẫn đến chiến tranh trước hết cố gắng tìm kiếm các giải pháp thông qua các phương pháp hòa bình như đàm phán, điều tra, hòa giải, trọng tài, giải quyết tư pháp, sử dụng các cơ quan hoặc tổ chức khu vực, hoặc các phương tiện hòa bình khác tuỳ theo sự lựa chọn của từng quốc gia. Nếu những phương pháp giải quyết tranh chấp thay thế này thất bại, thì họ phải chuyển nó tới Hội đồng Bảo an. Theo Điều 35, bất kỳ quốc gia nào cũng được phép đưa tranh chấp lên sự chú ý của Hội đồng Bảo an hoặc Đại hội đồng. Chương này cho phép Hội đồng Bảo an ban hành các khuyến nghị nhưng không cho phép đưa ra các nghị quyết ràng buộc. Những quy định này được trình bày trong Chương VII.

### Chương VIII: Những thoả thuận khu vực
Ủy quyền cho các tổ chức khu vực (như ASEAN) và thậm chí cần có những nỗ lực để giải quyết tranh chấp thông qua các cơ quan đó (nếu có) trước khi Hội đồng Bảo an Liên Hợp Quốc can thiệp. Tuy nhiên, Điều 53 quy định rằng "không một hành động cưỡng chế nào được thi hành chiếu theo những thỏa thuận hay do những tổ chức khu vực quy định, nếu không được Hội đồng bảo an khu vực thi hành một lần nữa chính sách xâm lược, cho đến khi Liên Hợp Quốc có thể, theo lời yêu cầu của các chính phủ hữu quan, được giao nhiệm vụ ngăn chặn một sự xâm lược mới của một quốc gia như thế"

### Chương XV: Ban Thư ký
- Bao gồm Tổng Thư ký và các nhân viên khác như tổ chức có thể yêu cầu.
- Cung cấp dịch vụ cho các cơ quan khác của Liên Hợp Quốc, như Đại Hội đồng, SC, ECOSOC, và Hội đồng Quản thác, cũng như các cơ quan phụ trợ của họ.
- Tổng Thư ký do Đại Hội đồng bổ nhiệm về đề nghị của Hội đồng Bảo an.
- Các nhân viên của Ban Thư ký do Tổng Thư ký bổ nhiệm theo các quy định của Đại hội đồng.
- Ban Thư ký được đặt tại trụ sở chính của Liên Hợp Quốc ở New York, Hoa Kỳ.
- Ban thư ký cũng bao gồm văn phòng ủy ban khu vực tại: Bagdad (Iraq), Băng Cốc (Thái Lan), Genève (Thụy Sĩ) và Santiago.

#### Chức năng của Ban Thư ký
1. Chuẩn bị báo cáo và các tài liệu khác có chứa thông tin, phân tích, tìm kiếm nghiên cứu nền tảng lịch sử, gợi ý chính sách... để tạo thuận lợi cho việc thảo luận và ra quyết định của các cơ quan khác.
2. Tạo thuận lợi cho các cơ quan lập pháp và các cơ quan trực thuộc.
3. Cung cấp các dịch vụ hội nghị cho Đại Hội đồng và các cơ quan khác.
4. Cung cấp các dịch vụ biên tập, dịch thuật và sao chụp tài liệu để phát hành các tài liệu của Liên Hợp Quốc bằng ngôn ngữ khác.
5. Tiến hành nghiên cứu và cung cấp thông tin cho các quốc gia thành viên khác nhau trong việc đối phó với thách thức trong nhiều lĩnh vực.
6. Chuẩn bị ấn phẩm thống kê, bản tin thông tin và công việc phân tích mà Đại Hội đồng đã quyết định.
7. Tổ chức các hội nghị chuyên gia các cuộc họp nhóm và hội thảo về các chủ đề quan tâm đến cộng đồng quốc tế.
8. Cung cấp hỗ trợ kỹ thuật cho các nước đang phát triển.
9. Hiểu về nhiệm vụ phục vụ cho các quốc gia, khu vực hoặc địa điểm được Đại Hội đồng hoặc an ninh cho phép.

### Chương XVI: Các điều khoản khác
Có các điều khoản khác nhau quy định về các điều ước quốc tế, thiết lập Hiến chương Liên Hợp Quốc là tối cao đối với bất kỳ điều ước nào khác, và quy định các đặc quyền và miễn trừ đối với các quan chức và đại diện của Liên Hợp Quốc.

### Chương XVII: Những biện pháp an ninh trong thời kì quá độ
Thỏa thuận an ninh trong thời kì quá độ liên quan đến Thế chiến II, sắp kết thúc tại thời điểm ban hành của Hiến chương. Trong 1 ngoại lệ đối với hòa bình và an ninh quy định của Hiến chương, nó cho phép các quốc gia thành viên có thể tiếp tục tấn công Nhật Bản và các quốc gia thù địch cho đến khi chiến tranh kết thúc.

### Chương XVIII: Bổ sung, sửa đổi hiến chương
Quá trình này được mô hình hóa chủ yếu sau quá trình sửa đổi Hiến pháp Hoa Kỳ trong đó:
- 2/3 số lượng thành viên là cần thiết để thông qua;
- Cần phải có sự phê chuẩn của các thành viên thường trực Liên Hợp Quốc;
- Có hai phương pháp đề xuất sửa đổi;
- Phổ biến nhất của những phương pháp này là "chi nhánh đầu tiên" (trong trường hợp của Liên Hợp Quốc, Đại Hội đồng) để trình sửa đổi;
- Một phương pháp khác, không thực sự được sử dụng trong thực tế, là gọi công ước để đề xuất sửa đổi.
- Bản thân thủ tục sửa đổi có một điều khoản không cho phép các quốc gia (trong trường hợp Liên Hợp Quốc gồm 5 thành viên thường trực của Hội đồng Bảo an) bị tước bỏ quyền bầu cử mà không có sự đồng ý của họ. (Điều này tương tự như điều khoản quy định tại Điều 5 của Hiến pháp Hoa Kỳ).

### Chương XIX: Phê chuẩn và Chữ ký
Hiến chương được mở ra để ký kết vào ngày 26 tháng 6 năm 1945 và có hiệu lực vào ngày 24 tháng 10 năm 1945. Quy định rằng Hiến chương này sẽ có hiệu lực sau khi được thông qua bởi 5 thành viên thường trực Hội đồng Bảo an Liên hợp quốc và phần lớn các quốc gia ký kết khác.